# Eleição para governador de Nebrasca em 2010
A eleição para governador do estado norte-americano de Nebrasca de 2010 foi realizado em 2 de novembro de 2010 e elegeu (nesta eleição reelegeu) o governador de Nebrasca. O republicano Dave Heineman venceu a eleição, derrotando o democrata Mike Meister. Mark Lakers concorreu sem oposição nas primárias democratas, mas desistiu em julho de 2010. O procurador Mike Meister foi escolhido como candidato do partido democrata na eleição geral de 2 de novembro de 2010.